# Azizbek Haydarov
Azizbek Haydarov  (usbekisch Азизбек Ҳайдаров; * 8. Juli 1985 in Taschkent) ist ein usbekischer Fußballnationalspieler. Er wird als Mittelfeldspieler eingesetzt.

## Karriere

### Vereine
Aus der U-19 Jugend von Lokomotiv Taschkent kommend ging es für ihn ab Anfang 2005 direkt in die erste Mannschaft. Dort blieb er dann auch bis zum Sommer 2007. Zur neuen Saison 2007/08 ging es für ihn dann zum Bunyodkor Taschkent. Dort sollte er seine erfolgreichste Zeit erleben. In seiner aktiven Zeit dort die bis zum Sommer 2011 andauern sollte, holte er in jeder Saison mit seiner Mannschaft die Meisterschaft in der Usbekischen Fußballliga. Zusätzlich war auch noch der Gewinn des nationalen Pokals in der Saison 2008 und der Saison 2010 drin. Nach dieser erfolgreichen Zeit ging es für ihn ab der Saison 2011/12 nach Dubai zum al Shabab. Dort konnte er aber nicht an seine erfolgreiche Zeit in Usbekistan anknüpfen und holte mit der Mannschaft immer nur Plätze im Mittelfeld der oberen Liga Hälfte. Der größte Erfolg hier war wohl das Erreichen des Achtelfinales der AFC Champions League 2013. Nach der Saison 2017/18 ging es für ihn dann ligaintern dann noch einmal für eine Saison zum Ajman Club. Im Sommer 2018 ging es dann wieder zurück nach Usbekistan zu seiner alten Wirkungsstätte Bunyodkor Taschkent. Anfang 2019 ging es für ihn dann noch bis zum Sommer desselben Jahres zu seinem alten Jugendverein Lokomotiv Taschkent, bei welchem er dann auch seine Spielerkarriere beenden sollte.

### Nationalmannschaft
Er bestritt sein erstes Spiel für die usbekische Nationalmannschaft im Alter von 22 Jahren am 11. Juli 2007. In der Gruppenphase der Asienmeisterschaft 2007. Bei diesem Turnier sollte er mit seiner Mannschaft bis ins Viertelfinale kommen. Weiter wurde er in der Qualifikation zur Fußball-Weltmeisterschaft 2010 in mehreren Spielen eingesetzt. Am Ende der Qualifikation stand die Mannschaft allerdings auf dem letzten Tabellenplatz ihrer Gruppe. Weiter ging es für ihn dann in der Asienmeisterschaft 2011. Dort konnte er mit seinem Team, nach der Halbfinal-Niederlage gegen Australien am Spiel um Platz 3 teilnehmen, doch dies wurde mit 2:3 ebenfalls verloren, diesmal gegen die Auswahl von Südkorea. In der Qualifikation zur Weltmeisterschaft 2014 wurde er lediglich in einem Gruppenspiel eingesetzt. Die Gruppe konnte gewonnen werden, in der K.-o.-Runde war dann gegen die Mannschaft aus Jordanien Schluss. In dem Hin- und Rückspiel hatte er dann keinen Einsatz mehr bekommen.
In der Qualifikation zur Asienmeisterschaft 2015 führte er im Gruppenspiel am 19. November 2013 gegen Hong Kong seine Mannschaft das erste Mal in seiner Karriere als Kapitän an. In der Endrunde war dann mal wieder gegen Südkorea Schluss, diesmal aber schon im Viertelfinale. Danach kam er nur noch in den Qualifikationsspielen zur Weltmeisterschaft 2018 zum Einsatz. Sein letzter Einsatz als Spieler war dann am 13. Oktober 2018 beim 2:0-Sieg gegen Nordkorea, dort spielte er aber auch nur gut eine halbe Stunde mit. In seinem wirklich letzten Spiel seiner Karriere gegen Katar am 16. desselben Monats war er zwar im Kader wurde aber nicht eingewechselt; das Spiel endete ebenfalls mit einem 2:0 für Usbekistan.